# Lola Mateos
María Dolores Mateos Dorado (Salamanca, 24 de diciembre de 1942-Salamanca, 25 de septiembre de 2015), conocida como Lola Mateos, fue una historiadora, profesora universitaria, activista política y feminista española que residió gran parte de su vida en Oviedo. Asidua al Archivo General de Simancas, fue una renombrada especialista de la Edad Moderna española.

## Biografía
Nació en Salamanca en 1942; hija de Rafael Mateos y María Dolores Dorado. Tuvo tres hermanos varones (Guillermo, Rafael y José Ramón). Tras licenciarse de Historia en la Universidad de Salamanca, donde fue discípula de Miguel Artola, director de su tesis doctoral, se trasladó a Oviedo en 1967, donde impartió clases de Historia Moderna en la Universidad de la ciudad asturiana. Su personalidad y carácter hicieron que se integrase en el ambiente progresista ovetense. Frecuentó los actos de Tribuna Ciudadana y del Club Cultural del Partido Comunista, formó parte de Amigos de la Naturaleza Asturiana y fue afín a la Asociación Feminista de Asturias.
En la década de 1970, junto al arquitecto Arturo Gutiérrez de Terán y Gerardo Fernández Bustillo, se incorporó en Democracia Socialista Asturiana, partido que en 1976 se integró al Partido Socialista Popular con Enrique Tierno Galván a la cabeza. Mateos fue parte del comité ejecutivo en Asturias y participó activamente en la Transición regional. En 1977 aparcó su carrera política, no obstante continuó su actividad reivindicativa, integrando, por ejemplo, el Movimiento PNN (Movimiento Profesor No Numerario) por la mejora de las condiciones laborales de los docentes universitarios.
Fue una de las primeras miembros del Instituto Feijoo de Estudios del siglo XVIII de la Universidad de Oviedo, fundado en 1973. En 2003 realizó la dedicatoria en el libro Campomanes 1723-1802 editado por el Gobierno del Principado de Asturias.
Mateos se jubiló en 2009 y estableció su residencia en su ciudad natal. Falleció en Salamanca el 25 de septiembre de 2015 a los 72 años.

## Homenajes
En 2016 el Ayuntamiento de Oviedo, gobernado por el PSOE, IU y Somos Oviedo, y aplicando la Ley de la Memoria Histórica, cambió el nombre de la calle Marcos Peña Royo por el de la historiadora salmantina. En enero de 2020, por orden judicial tras una sentencia del Tribunal Superior de Justicia de Asturias, la calle volvió a denominarse con el nombre del político falangista. Las placas de calle fueron repuestas en febrero. Sin embargo, en aplicación de la Ley de Memoria Democrática del Principado de Asturias, el consistorio finalmente anunció en febrero de 2020 que se renombra la calle en honor a la fallecida profesora.